# Edmund Weiss
Edmund Weiß (Freiwaldau, 26 agosto 1837 – Vienna, 21 giugno 1917) è stato un astronomo austriaco, insegnò all'Università di Vienna e fu direttore dell'Osservatorio di Vienna.
Il cratere Weiss, sulla superficie della Luna, prende il nome da lui.
L'asteroide 229 Adelinda, scoperto da Johann Palisa nel 1882, prende il nome della moglie di Weiss, Adelinde Fenzel Weiss, con la quale ebbe sette figli. Il nome dell'asteroide venne dato dall'Astronomische Gesellschaft durante la sua riunione a Vienna nel settembre 1883.
Anche Adelinde Weiss chiamò l'asteroide 583 Klotilde in onore della loro figlia. Presero il nome dei membri della famiglia anche gli asteroidi 265 Anna, 266 Aline e 722 Frieda.

## Biografia
Weiss nacque a Freiwaldau, nella Slesia austriaca (ora Jeseník, nella Slesia ceca). Era figlio del medico Josef Weiss e di sua moglie Josefa, nata Vielhauer, e fratello gemello di Adolf Gustav Weiss, che in seguito avrebbe lavorato come professore di botanica a Praga.
Trascorse i suoi primi anni in Inghilterra, vicino a Richmond, dove suo padre aveva creato un impianto di idroterapia. Poco prima della morte del padre, la famiglia tornò in Austria. Dal 1847 al 1855 frequentò il ginnasio di Troppau. Studiò matematica, astronomia e fisica all'Università di Vienna e conseguì il dottorato nel 1860. 

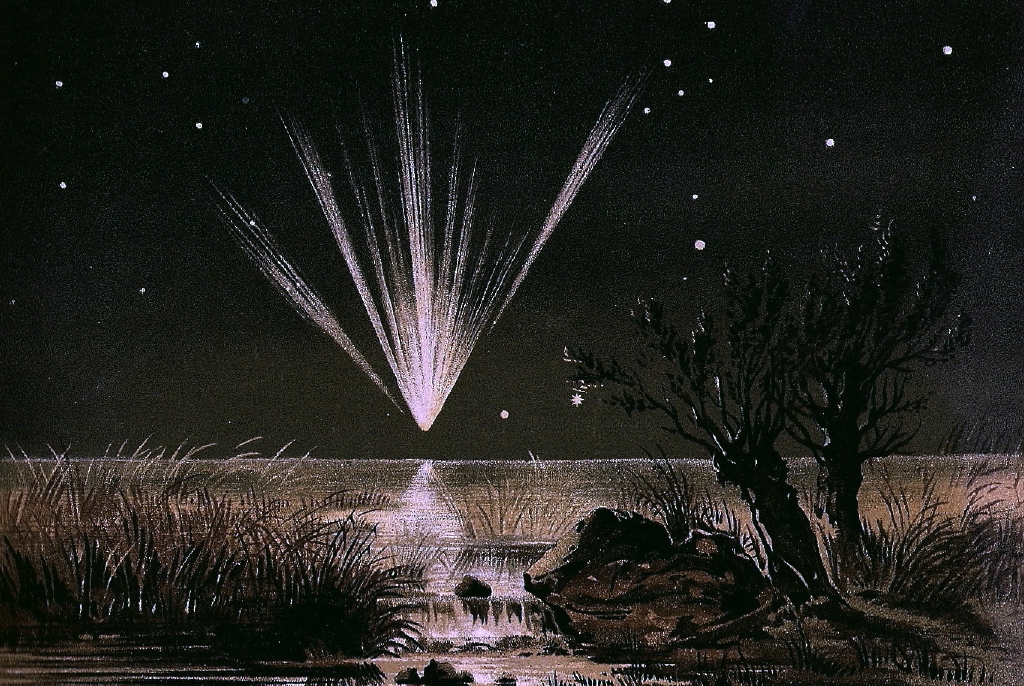
Weiss disegnò la Grande Cometa del 1861

Dal 1858 fu assistente all'Osservatorio Universitario di Vienna, il cui direttore era Karl Ludwig von Littrow. Nel 1869 divenne professore onorario e nel 1875 professore ordinario all'Università di Vienna
In occasione della costruzione di un nuovo osservatorio presso l'università fuori Vienna, Weiss si recò negli Stati Uniti nel 1872 con l'obiettivo di scoprire osservatori e strumenti locali. Nel 1878 fu nominato direttore dell'Osservatorio di Vienna. Ricoprì anche la carica di presidente dell'Österreichischen Gradmessungskommission, la commissione nazionale di misurazione del grado.
Pubblicò le effemeridi e i resoconti di numerose osservazioni di comete sulla rivista Astronomische Nachrichten, fra il 1859 e il 1909. Nel 1892 pubblicò l'atlante astronomico in lingua tedesca Atlas der Sternwelt.
Morì il 21 giugno 1917 dopo una lunga malattia all'età di 79 anni. Fu sepolto nel cimitero di Döblingen. La tomba è già stata abbandonata.